# San Leone (Messina)
San Leone (detto anche "Saddeo" o "Saddeu") è un quartiere della V circoscrizione del comune di Messina, che si trova compreso tra il torrente Giostra e il torrente Boccetta, in particolare nella zona del torrente Trapani e delle Piazze Casa Pia e San Vincenzo, a pochi km dal centro cittadino. 

## Origini del nome
Il quartiere si chiama San Leone in onore del Papa Leone II, secondo alcuni nato proprio a Messina. Per un periodo anche il limitrofo torrente Giostra veniva chiamato così. In passato era noto anche come "Saddeo". 

## Storia
Il quartiere San Leone è attualmente noto pochissimo, se non dai cittadini più colti, poiché gli stessi messinesi identificano la zona nominando le vie o le piazze che la contraddistinguono, ignorando quello che era il nome vero e proprio del quartiere fino alla ricostruzione che seguì il terremoto del 1908. Tuttavia in passato è stato un importante borgo poco fuori le mura della città di Messina, arrivando ad essere popolato da circa 20.000 anime all'inizio del secolo scorso, divenendo quindi popolosissimo per gli standard dell'epoca. Inizialmente il borgo comprendeva solo la zona ad oggi delimitata dal torrente Trapani a nord, dalla Via Garibaldi a est, dal Viale Regina Margherita a ovest e dalla Via Fossata a sud; successivamente si estese, fino a raggiungere i torrenti Giostra a nord e Boccetta a sud. Seppur nei secoli scorsi fosse considerata periferia, attualmente la zona è completamente inglobata nella città, venendo anche ritenuta una delle zone più centrali e fornite da attività e servizi.